# Les Casseurs de gang
Pour les articles homonymes, voir Casseur.
Pour plus de détails, voir Fiche technique et Distribution.
Les Casseurs de gang (Busting) est un film américain réalisé par Peter Hyams et sorti en 1974. Après deux téléfilms, il s'agit du premier long métrage du réalisateur.

## Synopsis
Deux policiers de Los Angeles mènent dans le milieu une enquête sans concession au vice.

## Fiche technique
Sauf indication contraire, les informations mentionnées dans cette section peuvent être confirmées par la base de données cinématographiques IMDb,  présente dans la section « Liens externes ».
- Titre français : Les Casseurs de gang
- Titre original : Busting
- Réalisation et scénario : Peter Hyams
- Musique : Billy Goldenberg
- Photographie : Earl Rath
- Montage : James Mitchell
- Production : Robert Chartoff et Irwin Winkler
- Société de production : Chartoff-Winkler Productions
- Distribution : United Artists (États-Unis, Canada), Les Artistes Associés (France, Belgique)
- Pays de production :  États-Unis
- Format : Couleurs - 1,85:1 - Mono
- Genre : comédie policière et dramatique, buddy movie
- Durée : 92 minutes
- Dates de sortie[1] :
  - États-Unis : 27 février 1974
  - France : 30 avril 1974
- Classification[2] :
  - États-Unis : R
  - France : interdit aux moins de 12 ans[3]

## Distribution
- Elliott Gould (VF : Claude Joseph) : l'inspecteur Michael Keneely
- Robert Blake (VF : Claude Nicot) : l'inspecteur Patrick Farrel
- Allen Garfield (VF : Jacques Dynam) : Carl Rizzo
- John Lawrence (VF : Jacques Marin) : le sergent Kenefick
- Sid Haig (VF : René Bériard) : le videur de Rizzo
- William Sylvester (VF : Jacques Deschamps) : Weldman
- Cornelia Sharpe : Jacqueline “Jackie” Faraday
- Michael Lerner (VF : Pierre Garin) : Marvin
- Ivor Francis (en) (VF : Jacques Ebner) : le juge Fred R. Simpson
- Antonio Fargas (VF : Roger Rudel) : Stephen

## Production
Le tournage a lieu à Los Angeles (La Brea Tar Pits, Downtown Los Angeles, Hollywood Boulevard, Little Tokyo, Miracle Mile, Fashion District, Boyle Heights, ...) et Pasadena.